# 薩德爾島 (南喬治亞群島)

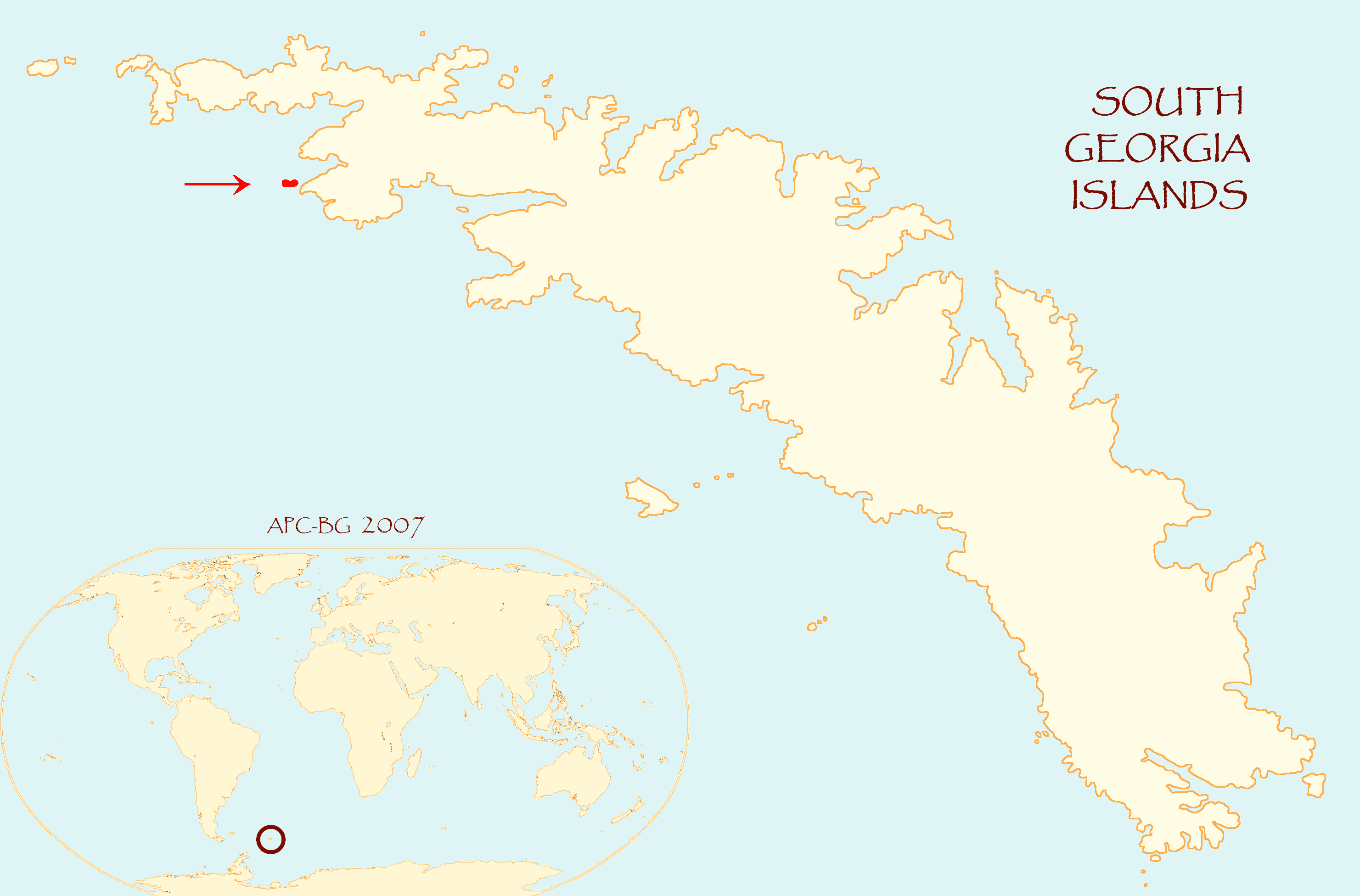
薩德爾島在南喬治亞群島的位置

薩德爾島（英語：Saddle Island），是英國海外領土南喬治亞與南桑威奇群島的島嶼，位於南喬治亞島西北方，帕里亞丁角東南面18.9公里、佩戈蒂海崖以西29.1公里和努涅斯角西北面26.3公里，長1.98公里、寬0.98公里。